# Guy de Rothschild
El Baró  Guy Édouard Alphonse Paul de Rothschild  (París, França, 21 de maig de 1909 - 12 de juny de 2007) va ser un banquer francés membre de la Família Rothschild. Va presidir el banc Rothschild Frères entre els anys 1967 al 1979 i moltes altres companyies franceses i estrangeres.
El baró Guy de Rothschild va néixer a París, fill del baró Édouard de Rothschild i de la seva dona, Germaine Halphen Alice. El seu germà gran, Édouard Alphonse Émile Lionel, va morir sent un nen després d'una apendicectomia. Va tindre a més dues germanes més petites, Jacqueline i Bethsabée. Guy era rebesnet de Mayer Amschel Rothschild, fundador del banc de la Família Rothschild al segle xviii. Es va criar a casa dels seus pares, a la cantonada de la Rue de Rivoli i la Place de la Concorde a París (propietat que va ser ocupada per Talleyrand i on actualment es troba l'Ambaixada dels Estats Units), i al Château de Ferrières, a uns quaranta quilòmetres al nord-est de París, una enorme mansió construïda per Joseph Paxton a la dècada de 1850, basada en un disseny anterior del mateix Paxton (les Torres Mentmore) per al baró Mayer Amschel de Rothschild de la branca anglesa de la família Rothschild.
Va ser educat al Lycée Condorcet i Liceu Louis-le-Grand a París, i per professors particulars. Va realitzar el servei militar amb la cavalleria a Saumur. Així mateix, va formar part de l'equip de golf de França. Va guanyar el Gran Premi de Sud-Ouest l'any 1948.
Es va casar dues vegades:
- El 1937, amb una cosina llunyana, la baronessa Alix Schey de Koromla (1911 - 1982), exdona de Kurt Krahmer i filla menor del baró hongarès Philip von Schey Koromla i de la seva primera esposa. La parella va tenir un fill el 1942, René David de Rothschild. Per la seva part, la seva dona tenia dues filles del seu primer matrimoni, Lili i Kahmer Bettina. La parella es va divorciar el 1956.
- El 1957 Guido es va casar per segona vegada amb la baronessa Maria-Elena van Zuylen de Nyevelt de Haar (1927 - 1996), el matrimoni amb el comte François de Nicolay també havia estat dissolt el 1956. També era cosina llunyana com la seva primera dona, però catòlica, cosa que va provocar un petit escàndol. La parella va tenir un fill, el futur baró Édouard de Rothschild.

Després del seu segon matrimoni, Guy de Rothschild va renovar el Château de Ferrières, abans de donar-lo a la Universitat de París el 1975. Aquest mateix any, va comprar l'Hôtel Lambert, a l'illa parisenca de Sant Lluís, que va convertir en la seva residència, i on va organitzar algunes de les festes més enlluernadores del París de l'època.
Va ser president del Fons social jueu unificat, des de 1950 fins 1982 i del Consistori des de 1950 fins 1956.
És propietari de les quadres de Méautry de Touques, a la Normandia, on cria cavalls de pura sang de fama mundial. La seva quadra personal corria sota casaca blava i gorra groc, durant molt de temps anomenada la  "sainte casaque"  per la seva regularitat en les victòries. Amb elles, Guido de Rothschild va guanyar una vegada el Premi de l'Arc del triomf el 1963 amb Exbury (que era el seu cavall preferit), tres vegades el prestigiós Premi de Diane (1957, 1960, 1961), tres vegades el Premi Royal Oak (1949, 1964, 1973), dues vegades el Premi Morny o encara el Premi Vermeille. Com a gran expert en la matèria, va ser president del sindicat francès de criadors de cavalls de pura sang entre 1975 i 1982.